# Carum proliferum
Carum proliferum är en flockblommig växtart som beskrevs av René Charles Maire. Carum proliferum ingår i släktet kumminsläktet, och familjen flockblommiga växter. Inga underarter finns listade i Catalogue of Life.